# 57 Dywizja Piechoty (Imperium Rosyjskie)
57 Dywizja Piechoty (ros. 57-я пех. дивизия) – rezerwowa dywizja piechoty Imperium Rosyjskiego, okresu działań zbrojnych I wojny światowej.
Powstała z 3 Dywizji Piechoty z Kaługi (17 Korpus Armijny, 5 Armia).

## Struktura organizacyjna
Lipiec 1914:
- dowództwo dywizji
- 225 Liweński pułk piechoty
- 226 Zemlański pułk piechoty[a]
- 227 Epifański pułk piechoty
- 228 Zadoński pułk piechoty